# Sergines
Sergines és un municipi francès, situat al departament del Yonne i a la regió de Borgonya - Franc Comtat. L'any 2007 tenia 1.201 habitants.

## Demografia

### Població
El 2007 la població de fet de Sergines era de 1.201 persones. Hi havia 452 famílies, de les quals 108 eren unipersonals (52 homes vivint sols i 56 dones vivint soles), 152 parelles sense fills, 168 parelles amb fills i 24 famílies monoparentals amb fills.
La població ha evolucionat segons el següent gràfic:
Habitants censats

### Habitatges
El 2007 hi havia 560 habitatges, 454 eren l'habitatge principal de la família, 66 eren segones residències i 40 estaven desocupats. 535 eren cases i 22 eren apartaments. Dels 454 habitatges principals, 384 estaven ocupats pels seus propietaris, 59 estaven llogats i ocupats pels llogaters i 11 estaven cedits a títol gratuït; 3 tenien una cambra, 41 en tenien dues, 92 en tenien tres, 133 en tenien quatre i 185 en tenien cinc o més. 314 habitatges disposaven pel capbaix d'una plaça de pàrquing. A 187 habitatges hi havia un automòbil i a 225 n'hi havia dos o més.

### Piràmide de població
La piràmide de població per edats i sexe el 2009 era:
| Homes | Edats   | Dones |
| ----- | ------- | ----- |
| 0     | 95 o +  | 4     |
| 8     | 90 a 94 | 24    |
| 20    | 85 a 89 | 40    |
| 4     | 80 a 84 | 16    |
| 28    | 75 a 79 | 36    |
| 12    | 70 a 74 | 16    |
| 28    | 65 a 69 | 16    |
| 36    | 60 a 64 | 44    |
| 16    | 55 a 59 | 8     |
| 16    | 50 a 54 | 28    |
| 44    | 45 a 49 | 20    |
| 32    | 40 a 44 | 36    |
| 16    | 35 a 39 | 36    |
| 56    | 30 a 34 | 48    |
| 40    | 25 a 29 | 44    |
| 24    | 20 a 24 | 8     |
| 32    | 15 a 19 | 24    |
| 20    | 10 a 14 | 36    |
| 40    | 5 a 9   | 28    |
| 52    | 0 a 4   | 44    |

## Economia
El 2007 la població en edat de treballar era de 696 persones, 523 eren actives i 173 eren inactives. De les 523 persones actives 487 estaven ocupades (265 homes i 222 dones) i 36 estaven aturades (18 homes i 18 dones). De les 173 persones inactives 65 estaven jubilades, 54 estaven estudiant i 54 estaven classificades com a «altres inactius».

### Ingressos
El 2009 a Sergines hi havia 456 unitats fiscals que integraven 1.142 persones, la mediana anual d'ingressos fiscals per persona era de 18.429 €.

### Activitats econòmiques
Dels 45 establiments que hi havia el 2007, 1 era d'una empresa extractiva, 2 d'empreses alimentàries, 4 d'empreses de fabricació d'altres productes industrials, 11 d'empreses de construcció, 8 d'empreses de comerç i reparació d'automòbils, 2 d'empreses de transport, 2 d'empreses d'hostatgeria i restauració, 2 d'empreses financeres, 1 d'una empresa immobiliària, 5 d'empreses de serveis, 5 d'entitats de l'administració pública i 2 d'empreses classificades com a «altres activitats de serveis».
Dels 19 establiments de servei als particulars que hi havia el 2009, 1 era una oficina d'administració d'Hisenda pública, 1 gendarmeria, 1 oficina de correu, 2 oficines bancàries, 5 paletes, 1 guixaire pintor, 3 fusteries, 1 lampisteria, 1 electricista, 1 perruqueria i 2 agències immobiliàries.
L'únic establiment comercial que hi havia el 2009 era una fleca.
L'any 2000 a Sergines hi havia 18 explotacions agrícoles que ocupaven un total de 1.512 hectàrees.

## Equipaments sanitaris i escolars
L'únic equipament sanitari que hi havia el 2009 era una farmàcia.
El 2009 hi havia una escola elemental.

## Poblacions més properes
El següent diagrama mostra les poblacions més properes.